# Tennis de table aux Jeux de la Francophonie
Les compétitions de tennis de table aux Jeux de la francophonie sont organisées depuis 1994.

## Histoire
Les épreuves de tennis de table ont été introduites lors de la 2eme édition des Jeux de la francophonie en 1994 à Paris-Bondoufle et ont lieu depuis à chaque édition sauf en 1997. 
La Roumanie domine actuellement le classement des médailles avec notamment les 7 titres en double mixte et 5 titres en simple dames. 
Les jeux de 2023 sont perturbés en raison de problèmes sanitaires et de sécurité. Plusieurs délégations dont celle de la France ne font pas le voyage,. 

## Épreuves au programme
Il y a actuellement quatre épreuves, le simple messieurs, le simple dames, le doubles mixte et l'épreuve par équipe mixte .
En 1994 était également disputé le double messieurs.
| Épreuves          | 1989 | 1994 | 1997 | 2001 | 2005 | 2009 | 2013 | 2017 | 2023 |
| ----------------- | ---- | ---- | ---- | ---- | ---- | ---- | ---- | ---- | ---- |
| Simple messieurs  |      | •    |      | •    | •    | •    | •    | •    | •    |
| Simple dames      |      | •    |      | •    | •    | •    | •    | •    | •    |
| Double mixte      |      | •    |      | •    | •    | •    | •    | •    | •    |
| Mixte par équipes |      | •    |      |      | •    | •    | •    | •    | •    |
| Double messieurs  |      | •    |      |      |      |      |      |      |      |
| Total             | 0    | 5    | 0    | 3    | 4    | 4    | 4    | 4    | 4    |

## Eligibilité
Les participants doivent sur les dernières éditions : 
- être ressortissants des États ou gouvernements membres ou observateurs de l’OIF ;
- posséder soit par naissance, soit par naturalisation obtenue six mois au moins avant les Jeux, la nationalité de l’État qu’ils représentent, sous réserve des conditions prévues à l’article 5 des statuts du CIJF et des règles des Jeux qui traite des engagements ;
- être âgés de plus de 18 ans et de moins de 21 ans (ce qui n'était pas le cas des premières éditions qui étaient ouvertes à tous).

## Palmarès
| Année/Lieu    | Simple Messieurs               | Simple Messieurs              | Simple Messieurs                               |                                   | Simple Dames             | Simple Dames                                | Simple Dames |
| Année/Lieu    | Or                             | Argent                        | Bronze                                         | Or                                | Argent                   | Bronze                                      |              |
| ------------- | ------------------------------ | ----------------------------- | ---------------------------------------------- | --------------------------------- | ------------------------ | ------------------------------------------- | ------------ |
| 2023 Kinshasa | Andrei-Eduard Ionescu          | Fabio Rakotoarimanana         | Exaucé Ngefuassa Ngyie                         | Elena-Adriana Zaharia (Roumanie)  | Fadwa Garci              | Mariam El Habech                            |              |
| 2023 Kinshasa | Andrei-Eduard Ionescu          | Fabio Rakotoarimanana         | Ylane Batix                                    | Elena-Adriana Zaharia (Roumanie)  | Fadwa Garci              | Rima Khlghatyan                             |              |
| 2017 Abidjan  | Joe Seyfried                   | Alexandru Manole              | Gaël Vendé                                     | Océane Guisnel                    | Alina Georgiana Zaharia  | HAJ SALAH ABIR                              |              |
| 2017 Abidjan  | Joe Seyfried                   | Alexandru Manole              | Antoine Bernadet                               | Océane Guisnel                    | Alina Georgiana Zaharia  | Khoury Malak                                |              |
| 2013, Nice    | Romain Lorentz (France)        | Hunor Szőcs (en)              | Julien Indeherberg (Wallonie)                  | HIRICI Cristina-Alina (Roumanie)  | Laura Gasnier            | Maja Krzewicka                              |              |
| 2013, Nice    | Romain Lorentz (France)        | Hunor Szőcs (en)              | Adem Hmam                                      | HIRICI Cristina-Alina (Roumanie)  | Laura Gasnier            | Sarah De Nutte                              |              |
| 2009 Beyrouth | DOAN Kien Quoc (Vietnam)       | ALI SALEH Ahmed (Egypte)      | Suraju Saka                                    | Mo Zhang (en)                     | MAI Hoang My Trang       | Cristina Alina HIRICI                       |              |
| 2009 Beyrouth | DOAN Kien Quoc (Vietnam)       | ALI SALEH Ahmed (Egypte)      | Nicolas MOHLER                                 | Mo Zhang (en)                     | MAI Hoang My Trang       | Audrey Mattenet                             |              |
| 2005 Niamey   | Lashin El Saed (Egypte)        | Arlindo De Sousa (Luxembourg) | Najem Alfred (Liban)                           | Zamfir Adriana Mihaela (Roumanie) | Xu Chris (Canada)        | Sarah Hanffou                               |              |
| 2005 Niamey   | Lashin El Saed (Egypte)        | Arlindo De Sousa (Luxembourg) | Adrian Dodean                                  | Zamfir Adriana Mihaela (Roumanie) | Xu Chris (Canada)        | Simone Haan                                 |              |
| 2001 Ottawa   | Ahmed Lashin El Sayed (Egypte) | Filimon Mihai                 | Caenaro Sandro                                 | Otilia Badescu (Roumanie)         | Budien Ruta (Lituanie)   | Xia Lian Ni                                 |              |
| 2001 Ottawa   | Ahmed Lashin El Sayed (Egypte) | Filimon Mihai                 | Damien Delobbe (Fédération Wallonie-Bruxelles) | Otilia Badescu (Roumanie)         | Budien Ruta (Lituanie)   | Agnès Le Lannic                             |              |
| 1994 Paris    | Vasile Florea (Roumanie)       | Christophe Legoût             | Elmy Ashrat (Egypte)                           | Ciosu (Roumanie)                  | Agnès Le Lannic (France) | Busin Sandra                                |              |
| 1994 Paris    | Vasile Florea (Roumanie)       | Christophe Legoût             | Thierry Miller (Suisse)                        | Ciosu (Roumanie)                  | Agnès Le Lannic (France) | Ozer Cécile (Fédération Wallonie-Bruxelles) |              |

| Année/Lieu    | Double mixte                                         | Double mixte                                                    | Double mixte                                         |                                                    | Equipes                                              | Equipes                                                                 | Equipes |
| Année/Lieu    | Or                                                   | Argent                                                          | Bronze                                               | Or                                                 | Argent                                               | Bronze                                                                  |         |
| ------------- | ---------------------------------------------------- | --------------------------------------------------------------- | ---------------------------------------------------- | -------------------------------------------------- | ---------------------------------------------------- | ----------------------------------------------------------------------- | ------- |
| 2023 Kinshasa | Eduard Ionescu et Elena-Adriana Zaharia (Roumanie)   | DESSCANN Ryan Heendiressen et DESSCANN Sandhana Ivana (Maurice) | BEN ATTIA Yousse et GARCI Fadwa (Tunisie)            | Eduard Ionescu et ZAHARIA Elena-Adriana (Roumanie) | BEN ATTIA Yousse et GARCI Fadwa (Tunisie)            | BRINGAUD Andy & MALOUFA MINZIE Louidiglisia Jemina (Gabon)              |         |
| 2023 Kinshasa | Eduard Ionescu et Elena-Adriana Zaharia (Roumanie)   | DESSCANN Ryan Heendiressen et DESSCANN Sandhana Ivana (Maurice) | Ylane Batix et Juliana Yvana Sharon Mbock (Cameroun) | Eduard Ionescu et ZAHARIA Elena-Adriana (Roumanie) | BEN ATTIA Yousse et GARCI Fadwa (Tunisie)            | EL HABACH Saadeddine et EL HABECH Mariam (Liban)                        |         |
| 2017 Abidjan  | ROUMANIE (Zaharia & Manole) (Roumanie)               | Equipe de France (Guisnel & Seyfried) (France)                  | M. Bui The Nghia & Mme Pham Thu (Vietnam)            | Equipe de France (Guisnel & Seyfried) (France)     | ROUMANIE (Zaharia & Manole) (Roumanie)               | Liban (Mlle Khoury & M. Hamie) (Liban)                                  |         |
| 2017 Abidjan  | ROUMANIE (Zaharia & Manole) (Roumanie)               | Equipe de France (Guisnel & Seyfried) (France)                  | Equipe Suisse (Vendé & Simonet) (Suisse)             | Equipe de France (Guisnel & Seyfried) (France)     | ROUMANIE (Zaharia & Manole) (Roumanie)               | Equipe Suisse (Vendé & Simonet) (Suisse)                                |         |
| 2013 Nice     | Cristina-Alina Hirici / Hunor-Janos Szocs (Roumanie) | Laura Gasnier / Romain Lorentz (France)                         | Michal Bankosz / Maja Krzewicka (Pologne)            | Laura Gasnier / Romain Lorentz (France)            | Cristina-Alina Hirici / Hunor-Janos Szocs (Roumanie) | Michal Bankosz / Maja Krzewicka (Pologne)                               |         |
| 2013 Nice     | Cristina-Alina Hirici / Hunor-Janos Szocs (Roumanie) | Laura Gasnier / Romain Lorentz (France)                         | Li Quan Ly / Pierre-Luc Theriault (Canada Québec)    | Laura Gasnier / Romain Lorentz (France)            | Cristina-Alina Hirici / Hunor-Janos Szocs (Roumanie) | Julien Indeherberg / Nathalie Marchetti (Fédération Wallonie-Bruxelles) |         |
| 2009 Beyrouth | HIRICI / CAZACU (Roumanie)                           | PRADEEBAN / ZHANG (Canada)                                      | JUNKER / ROGIERS (Fédération Wallonie-Bruxelles)     | PRADEEBAN / ZHANG (Canada)                         | DOAN KIEN / MAI HOANG MY (Vietnam)                   | MOHLER / Moret (Suisse)                                                 |         |
| 2009 Beyrouth | HIRICI / CAZACU (Roumanie)                           | PRADEEBAN / ZHANG (Canada)                                      | A. MATTENET / T. LE BRETON                           | PRADEEBAN / ZHANG (Canada)                         | DOAN KIEN / MAI HOANG MY (Vietnam)                   | A. MATTENET / T. LE BRETON (France)                                     |         |
| 2005 Niamey   | Dodean Adrian / Zamfir Adriana (Roumanie)            | Quentel Dorian / Sarah Hanffou (France)                         | Lashin El Saed / Abdul Aziz Shaimaa                  | Dodean Adrian / Zamfir Adriana (Roumanie)          | Quentel Dorian / Sarah Hanffou (France)              | Lashin El Saed / Abdul Aziz Shaimaa                                     |         |
| 2005 Niamey   | Dodean Adrian / Zamfir Adriana (Roumanie)            | Quentel Dorian / Sarah Hanffou (France)                         | De Sousa Arlindo / Haan Simone                       | Dodean Adrian / Zamfir Adriana (Roumanie)          | Quentel Dorian / Sarah Hanffou (France)              | De Sousa Arlindo / Haan Simone                                          |         |
| 2001 Ottawa   | Badescu / Filimon (Roumanie)                         | Caenaro / Ni (Luxembourg)                                       | Garkauskaite / Budien                                | non disputé                                        | non disputé                                          | non disputé                                                             |         |
| 2001 Ottawa   | Badescu / Filimon (Roumanie)                         | Caenaro / Ni (Luxembourg)                                       | Mlynarski / Molik (Pologne)                          | non disputé                                        | non disputé                                          | non disputé                                                             |         |
| 1994 Paris    | Florea / Ciosu (Roumanie)                            | Legout / Lelannic (France)                                      | Wintersdorf D. / Meyer B. (Luxembourg)               | Equipe de France (France)                          | Florea / Ciosu (Roumanie)                            | Équipe CFB (Fédération Wallonie-Bruxelles)                              |         |
| 1994 Paris    | Florea / Ciosu (Roumanie)                            | Legout / Lelannic (France)                                      | Miller T. / Busin S. (Suisse)                        | Equipe de France (France)                          | Florea / Ciosu (Roumanie)                            | Équipe Canada Qc (Canada Québec)                                        |         |

| Année/Lieu | Double Messieurs                    | Double Messieurs | Double Messieurs                |
| Année/Lieu | Or                                  | Argent           | Bronze                          |
| ---------- | ----------------------------------- | ---------------- | ------------------------------- |
| 1994 Paris | Christophe Legoût / Stéphane Lebrun | Miller / Siedler | El Saketa / Helmy (Egypte)      |
| 1994 Paris | Christophe Legoût / Stéphane Lebrun | Miller / Siedler | Florea J. / Calus V. (Roumanie) |